# Karol Telbizov

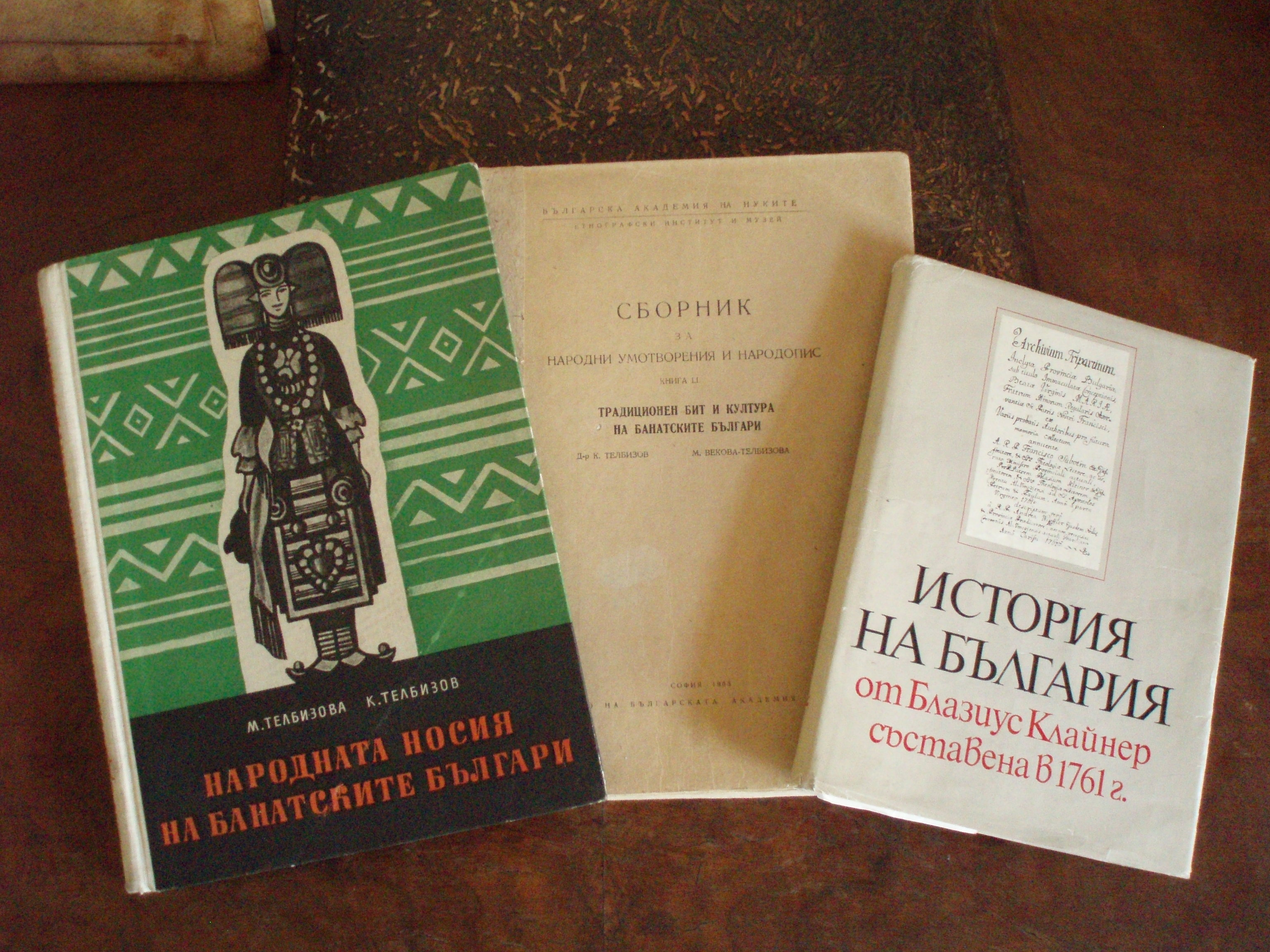
Karol Telbizov három legjelentősebb könyve

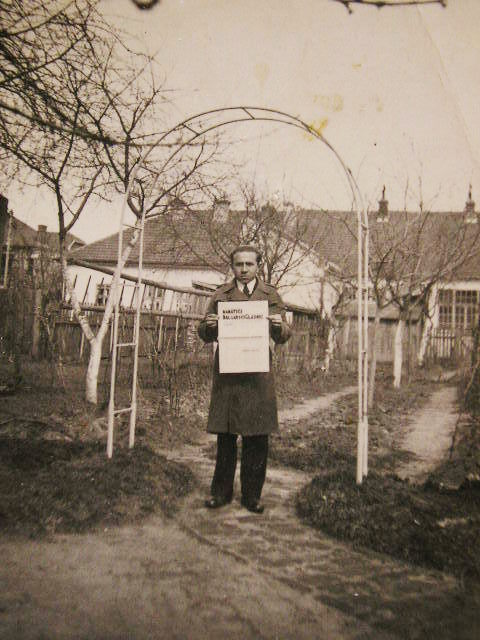
Karol Telbizov újságjának első példányával

Karol Telbizov professzor (Óbesenyő, 1915. április 10. – Várna, 1994) ismert bolgár jogtudós a polgári jog területén, továbbá újságírója és főszerkesztője a bánsági bolgár nyelvjárásban készült Bánsági Bolgárok Hangja (Banatski Balgarski Glasnik) c. lapnak, melyet Romániában nyomtattak és terjesztettek, valamint a bánsági bolgár népviselet, néphagyomány és kultúra elhivatott kutatója.
Karol Telbizov professzor 1915. április 10-én született Óbesenyőn (Románia) bánsági bolgár családban. Középfokú tanulmányait a temesvári piarista gimnáziumban végezte, felsőfokú végzettséget a Kolozsvári Egyetem Jogi Karán szerzett. 1942-ben Szófiában doktorált.
Alapítója és főszerkesztője volt 1935 és 1940 között a bánsági bolgár közösség egyetlen lapjának – a Bánsági Bolgárok Hangjának –, mely anyanyelvükön, a bolgár nyelv hivatalosan elfogadott nyelvjárásában jelent meg.
1943-ban családjával áttelepült Bulgáriába, ahol 1994-ben bekövetkezett haláláig dolgozott. A Várnai Levéltár őrzi személyes dokumentumai és levelei egy részét.
1946-tól kezdve a Várnai Közgazdasági Egyetemen jogot oktatott, 1951-ben, 36 esztendősen nevezték ki professzornak. Nyugdíjazásáig – több mint 35 éven át – jogot adott elő, és több mint 75 könyvet, monográfiát és cikket írt.  A Cirill és Metód érdemrend ezüst és bronz fokozatával tüntették ki, Csiprovci városa pedig díszpolgárának választotta. 1977-ben az ismert történésszel, Ivan Dujcsev professzorral szerkesztette és jelentette meg a Bulgária 1761-ben íródott történelme c. könyvet, Blasius Kleiner latin nyelven íródott munkája alapján.
Karol Telbizov  professzor egész életét az egyedülálló bánsági bolgár kultúra kutatásának és ápolásának szentelte. Feleségével, Vekova-Telbizova Máriával közösen adták ki néprajzi alapműveiket: 1958-ban a Bánsági bolgár népviselet, illetve 1963-ban a Bánsági bolgár néprajz és kulturális örökség gyűjteménye című könyveket.
1994. augusztus 3-án Várna Topolite temetőjében helyezték végső nyugalomra.
A bánsági bolgárok közössége és szülőfaluja, Óbesenyő (ma Dudeștii Vechi, Románia) tiszteletadásuk jeléül 2011-ben szobrot emelt tiszteletére.

## Családja
Dr. Telbizov professzor lánya matematikus, fia fizikus, unokái szemorvos, villamosmérnök és jogász-közgazdász pályát választott.